# فاضل عباس
فاضل عباس (انگلیسی: Fadhel Abbas؛ زادهٔ ۳ ژوئن ۱۹۵۱) بازیکن فوتبال اهل عراق بود.
وی همچنین در تیم ملی فوتبال عراق بازی کرده‌است.